# Marc Hottiger
Marc Hottiger est un joueur de football suisse né le 7 novembre 1967 à Lausanne.

## Biographie

### En club
Durant sa carrière de joueur, il a notamment évolué au Lausanne-Sports, au FC Sion ainsi qu'en Angleterre à Newcastle United et à Everton FC. 

### En sélection
En équipe nationale, il a joué 63 matches et a marqué 5 buts.

### Dirigeant
Il occupe actuellement le poste de Directeur Technique de l'Association Team Vaud à Lausanne qui gère la structure et la formation du football d'élite sur le territoire vaudois.
Marc a 3 enfants, une fille et deux garçons.